# Нью-Честер (Вісконсин)
Нью-Честер (англ. New Chester) — місто (англ. town) в США, в окрузі Адамс штату Вісконсин. Населення — 1960 осіб (2020).

## Демографія
Згідно з переписом 2010 року, у місті мешкали 2254 особи в 428 домогосподарствах у складі 279 родин. Було 726 помешкань
Расовий склад населення:
| - 63,1 % — білих - 23,5 % — чорних або афроамериканців - 3,1 % — корінних американців - 1,1 % — азіатів - 7,0 % — осіб інших рас |

До двох чи більше рас належало 2,2 %. Частка іспаномовних становила 15,5 % від усіх жителів.
За віковим діапазоном населення розподілялося таким чином: 8,6 % — особи молодші 18 років, 81,9 % — особи у віці 18—64 років, 9,5 % — особи у віці 65 років та старші. Медіана віку мешканця становила 37,0 року. На 100 осіб жіночої статі у місті припадало 371,5 чоловіків;  на 100 жінок у віці від 18 років та старших — 456,8 чоловіків також старших 18 років.
Середній дохід на одне домашнє господарство  становив 60 610 доларів США (медіана — 43 077), а середній дохід на одну сім'ю — 65 119 доларів (медіана — 45 694). Медіана доходів становила 25 804 долари для чоловіків та 30 556 доларів для жінок. За межею бідності перебувало 20,7 % осіб, у тому числі 50,7 % дітей у віці до 18 років та 6,1 % осіб у віці 65 років та старших.
Цивільне працевлаштоване населення становило 426 осіб. Основні галузі зайнятості: мистецтво, розваги та відпочинок — 26,8 %, виробництво — 16,0 %, роздрібна торгівля — 12,7 %, освіта, охорона здоров'я та соціальна допомога — 10,8 %.